# Latinski patrijarhat Jeruzalema
Latinski patrijarh Jeruzalema (lat.: Patriarcha Hierosolymitanus Latinorum) titula je koji koristi nadbiskup Jeruzalema. Njegova Nadbiskupija pod svojom nadležnošću ima sve katolike latinskog obreda u Izraelu, na Palestinskim teritorijama, u Jordanu i na Cipru. 
Jeruzalemski patrijarhat nasljednik je prve Crkve u Jeruzalemu, s prvim biskupom Jakovom apostolom. Zauzima osobito mjesto u povijesti kršćanstva. U njemu traje neprekinuti kontinuitet kršćanske zajednice i nalaze se sveta mjesta, crkva sv. Groba u Jeruzalemu i bazilika Rođenja Kristova u Betlehemu. Na Kaledonskom koncilu 451. jeruzalemska Crkva uzdignuta je na razinu patrijarhata, a njen biskup dobio je naslov patrijarha. Jeruzalemski patrijarhat osvajali su Arapi, Turci, Britanci. Za vrijeme križarskih ratova uspostavljen je paralelni latinski ili katolički patrijarhat Jeruzalema, a još ranije postoji i armenski kršćanski patrijarhat Jeruzalema, koji i danas postoje. Sve su Crkve u Jeruzalemu htjele imati svog biskupa. Patrijarhati i kršćanske Crkve u Svetoj Zemlji danas su ugroženi velikim iseljavanjem svojih vjernika zbog političkih i sigurnosnih prilika. Grčki pravoslavni patrijarhat sve kršćanske Crkve poštuju kao najstarijeg i nasljednika prve kršćanske zajednice Jeruzalema. Stoga taj patrijarhat zauzima čelno mjesto u upravljanju bazilikama sv. Groba u Jeruzalemu i Rođenja u Betlehemu te drugim svetim mjestima. Grčki pravoslavni patrijarhat je jedan od devet pravoslavnih patrijarhata u svijetu. Ostali su: carigradski, antiohijski, aleksandrijski, ruski, rumunjski, srpski, bugarski i gruzijski
U samom Jeruzalemu katolici čine relativnu većinu među oko 11.000 kršćanskih stanovnika grada. Od lipnja 2008. dužnost patrijarha drži Fouad Twal. Latinski patrijarh Jeruzalema također obnaša dužnost Velikog priora Reda svetoga groba.
U Katoličkoj Crkvi se titula patrijarh obično koristi za najviše dužnosnike Crkvi istočnog obreda. Jeruzalemski patrijarh jedan je od četiri patrijarha latinskog obreda - uz njega su to patrijarh Venecije, patrijarh Lisabona i patrijarh Istočne Indije (sa sjedištem u Goi). Uz ove titule postojale su ranije počasne titule latinskog patrijarha Carigrada, Aleksandrije i Antiohije, službeno ukinute 1964.

## Latinski patrijah Jeruzalema
- Luigi Piavi (1833. – 1905.)